# Tagish (langue)
Le tagish (autonyme : Tā̀gish) est la langue parlée par les Tagishs du Yukon. Il fait partie des langues athapascanes septentrionales.
Il est presque éteint, une poignée de gens le parle. Le kaska et le tahltan sont des langues proches, et sont parfois considérés comme étant des variétés d’une seule langue avec le tagish.

## Écriture
| a  | à   | ą | ą̀  | ā  | ā̀  | â  | ǎ   | ą̄  | ą̄̀   | ą̂ | ą̌ | b |
| ch | chʼ | d | dl | dz | e  | è  | ę   | ę̀  | ē   | ḕ | ê | ě |
| ę̄  | ę̄̀   | ę̂ | ę̌  | f  | g  | gh | h   | i  | ì   | į | į̀ | ī |
| ī̀  | î   | ǐ | į̄  | į̄̀  | į̂  | į̌  | j   | k  | kʼ  | l | ł | m |
| n  | o   | ò | ǫ  | ǫ̀  | ō  | ṑ  | ô   | ǒ  | ǭ   | ǭ̀ | ǫ̂ | ǫ̌ |
| p  | r   | s | sh | t  | tʼ | tl | tlʼ | ts | tsʼ | u | ù | ų |
| ų̀  | ū   | ū̀ | û  | ǔ  | ų̄  | ų̄̀  | ų̂   | ų̌  | y   | ÿ | z | ʼ |